# Kazimierz Górski
Kazimierz Klaudiusz Górski (Leópolis, 2 de março de 1921 – Varsóvia, 26 de maio de 2006) foi um futebolista e treinador ucraniano-polonês de futebol, conhecido por treinar a seleção nacional entre 1971 e 1976.

## Carreira

### Jogador
Como atleta, Górski era atacante. Sua carreira durou 17 anos (1936-1953), estreando pelo RKS Lwów. Jogaria ainda por Spartak Lwów, Dynamo Lwów e Legia Varsóvia, onde pendurou as chuteiras relativamente jovem, aos 32 anos.
Sua única partida pela seleção polonesa foi em 1948, num amistoso frente à Dinamarca.

### Treinador
Encerrada a carreira de jogador, Górski fez sua estreia como técnico em 1959, no Légia. Passou ainda por KS Lublinianka e Gwardia Warszawa antes de assinar contrato para ser treinador da Seleção Polonesa em 1970. Comandou a geração liderada por Grzegorz Lato e Kazimierz Deyna por seis anos, vivendo o auge em 1972, com a medalha de ouro nas Olimpíadas de Munique, e dois anos depois, com o terceiro lugar na Copa de 1974. Nesta última, a equipe de Górski, além de Lato e Deyna, tinha como destaques o goleiro Jan Tomaszewski, os zagueiros Władysław Żmuda e Jerzy Gorgoń, o meia Henryk Kasperczak e os atacantes Andrzej Szarmach e Robert Gadocha. Paralelamente à seleção, Górski treinou o ŁKS Łódź em 1973. Chegou a treinar o selecionado nas Olimpíadas de 1976, quando conquistaram a medalha de prata.
Treinaria ainda os rivais gregos Panathinaikos e Olympiacos, além de uma terceira passagem pelo Légia, entre 1981 e 1982. Encerrou sua carreira em 1985, após treinar pela segunda vez o Panathinaikos.
Faleceu em 26 de maio de 2006, aos 85 anos, em Varsóvia, após perder a batalha contra um câncer.